# Norman Manea

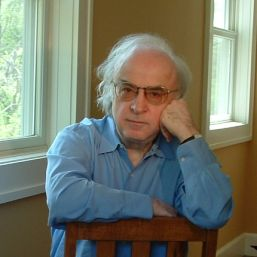
Norman Manea (2008)

Norman Manea (* 19. Juli 1936 in Burdujeni, Suceava, Königreich Rumänien) ist ein rumänischer Schriftsteller, der in den Vereinigten Staaten lebt.

## Leben
1941 wurde Manea als Jude nach Transnistrien in ein rumänisches Konzentrationslager deportiert, das er mit seiner gesamten Familie überlebte.
Manea arbeitete als Wasserbau-Ingenieur. Er debütierte als 30-Jähriger in einer avantgardistischen Zeitschrift. 1974 ließ er sich als freier Schriftsteller in Bukarest nieder. Er beschrieb das Leben in einem totalitären Regime, ohne jedoch das kommunistische Regime direkt zu kritisieren. In seiner Erzählung Der Trenchcoat lässt er den Leser die beklemmende Atmosphäre der Ceaușescu-Diktatur spüren und schildert, wie der Verdacht, vom Anderen bespitzelt zu werden, die Beziehungen zueinander vergiftet.
Im Jahr 1986 verließ er aus politischen Gründen Rumänien. Nach einem Jahr in West-Berlin siedelte er in die USA über. Sein Aufsatz Felix Culpa. Erinnerung und Schweigen bei Mircea Eliade über das antisemitische Denken Mircea Eliades und dessen Nähe zum Faschismus löste 1991 im postkommunistischen Rumänien eine Schmähkampagne gegen Manea aus. 1997 und 2008 besuchte er Rumänien. Die 1991 erfolgte Ermordung des Exilrumänen Ioan Petru Culianu von der Universität Chicago, der Mircea Eliade eine faschistische Orientierung nachgewiesen hatte, behandelt Manea in indirekter Form in seinem Roman Die Höhle (deutsch: 2012).
Manea lebt in New York City und ist dort emeritierter Professor für European Studies and Culture am Bard College. Er publiziert regelmäßig in der Zeitschrift Sinn und Form. Seine Werke wurden in insgesamt zwanzig Sprachen übersetzt.

## Ehrungen
- 1992 war Manea MacArthur Fellow.
- 2006 wurde Manea zum Mitglied der Akademie der Künste in Berlin gewählt.
- 2011 wurde Manea mit dem Nelly-Sachs-Preis ausgezeichnet.
- 2016 wurde Manea der höchsten Orden des Landes, der Stern von Rumänien, verliehen.
- Ebenfalls 2016 erhielt Manea als erster rumänischer Schriftsteller den hochdotierten mexikanischen FIL-Preis.[2]

## Schriften
- Roboterbiographie und andere Erzählungen. Steidl, Göttingen 1987.
- Fenster zur Arbeiterklasse. Steidl, Göttingen 1989.
- Training fürs Paradies. Steidl, Göttingen 1990.
- Der Trenchcoat. Steidl, Göttingen 1990.
- Trennwand. Erzählungen. Steidl, Göttingen 1992.
- Das Gutachten des Zensors. In: Sinn und Form 1/1996, S. 109–123 [autobiographischer Bericht über die Zensurtätigkeit der Securitate].
- Der schwarze Briefumschlag. Hanser, München 1998.
- Über Clowns. Essays. Hanser, München 1998.
- Nachwehen der Wahrheit. Anmerkungen zur Holocaust-Debatte. In: Sinn und Form 2/1999, S. 268–274.
- Anmerkungen zur exilierten Sprache. In: Sinn und Form 2/2003, S. 181–200.
- Die Rückkehr des Hooligan. Selbstporträt. Hanser 2004. Neuausgabe: Berliner Taschenbuch Verlag 2006, ISBN 3-8333-0294-1.
- Oktober, acht Uhr. Erzählungen. Hanser, München 2007, ISBN 978-3-446-20921-3.
- Fünfzig Jahre Nouvelle Revue Française in Bukarest. Die Cioran-Noica-Debatte. In: Sinn und Form 3/2010, S. 326–330.
- Begegnung mit Cioran. In: Sinn und Form 6/2010, S. 725–738.
- Gespräche im Exil (mit Hannes Stein). Matthes & Seitz, Berlin 2011, ISBN 978-3-88221-608-0.
- Die Höhle. Hanser, München 2012, ISBN 978-3-446-23985-2.
- Wir sind alle im Exil. Essays. Hanser, München 2015, ISBN 978-3-446-24953-0.[3]
- Der Schatten im Exil. Roman. Aus dem Rumänischen von Ernest Wichner. Hanser, München 2023, ISBN 978-3-446-27628-4.